# 부산고등학교
부산고등학교(釜山高等學校)는 대한민국 부산광역시 동구 초량동에 있는 공립 고등학교이다.

## 학교 연혁
- 1913년 3월 10일 : 구 부산공립중학교 설립
- 1945년 10월 10일 : 부산공립중학교로 개편 설립
- 1946년 6월 25일 : 제1회 졸업식(졸업생 수 26명)
- 1950년 5월 30일 : 부산고등학교 설립 인가(학제 변경)
- 1950년 6월 15일 : 초대 김하득 교장 부임
- 1950년 6월 22일 : 설립 인가 후 첫 입학식 거행
- 1951년 9월 1일 : 부산 중.고등학교 분리(학제 개편)
- 1960년 1월 25일 : 신축 교사 12교실 준공
- 1963년 9월 7일 : 본교 4층 건물 신축
- 1971년 8월 31일 : 과학관 준공
- 1981년 10월 3일 : 체육관(청조관) 및 교문 준공
- 2001년 12월 11일 : 본교 현대화 재개발 사업 착공
- 2003년 10월 29일 : 본교 현대화 재개발 사업 준공식
- 2010년 4월 9일 : 기숙사 준공
- 2012년 5월 21일 : 대한민국 좋은 학교 선정 (교육과학기술부장관)
- 2024년 9월 2일 : 제21대 장한구 교장 취임
- 2025년 2월 6일 : 제78회 졸업식(113명 졸업, 총 졸업생 33,788명)
- 2025년 3월 4일 : 제81회 입학식(신입생 115명)

## 참고 자료
- 부산고등학교 - 한국교육학술정보원 학교알리미